# Yazid III ibn al-Walid
Yazīd ibn al-Walīd (701 – Damasco, 25 settembre 744) fu il penultimo Califfo della dinastia omayyade.
Appartenente al ramo marwanide, salì al trono nel 744 succedendo ad al-Walīd II, trucidato il 17 aprile 744 nel suo palazzo-castello di al-Bakhra (Palmira).
Il principale sostegno a Yazīd proveniva dai Kalbiti della regione attorno Damasco e il suo regno favorì infatti gli interessi di questi, unitamente a quelli dello Yemen, a spese dei Qays e dei Muḍar.
Il nuovo califfo inviò il kalbita Manṣūr ibn Jumhur in Iraq per destituire il governatore Yūsuf ibn ʿUmar al-Thaqafi, imprigionato e in seguito ucciso dal figlio di Khālid ibn ʿAbd Allah, ma poi nominerà  il popolare ʿAbd Allah ibn ʿUmar a questa carica governativa.
Al momento della sua ascesa, Yazīd aveva promesso di fare ammenda di certi abusi dei quali erano stati accusati i suoi predecessori omayyadi, appellandosi al Libro sacro e alla Sunna, sottolineando l'idea che il califfo dovesse venir scelto in seguito ad una consultazione (shūrā) e che questi avrebbe dovuto abdicare nel caso si fosse trovato qualcuno più qualificato a  rivestire il ruolo califfale.
Yazīd III si pronunciò apertamente, sostenendo l'immoralità diffusa nel califfato dal suo predecessore, nonché cugino, al-Walīd II, che egli denunciò in una lettera inviata in Iraq.
Secondo quanto riportato da Ahmad ibn Tuhayr, Yazīd III era un uomo mulatto, alto, con una testa non molto grande, un neo sul viso e una bocca piuttosto larga. In generale un uomo di bell'aspetto.

Al-Waqidi ci riporta invece che egli veniva soprannominato al-Naqīs (l'insufficiente, l'inadeguato, l'inadatto) a causa della sua propensione a ridurre gli stipendi del popolo che al-Walīd aveva invece prodigalmente aumentato.
Le opinioni riguardo alla durata effettiva del califfato di Yazīd b. al-Walīd sono molteplici: secondo alcune fonti esso durò cinque mesi e due notti, per altre sei mesi e diversi giorni, secondo altre ancora cinque mesi e undici giorni. In linea generale consideriamo il califfato di Yazīd b. al-Walīd della durata di sei mesi.
Anche riguardo alla data precisa del decesso del califfo si riscontrano alcune lievi divergenze: secondo alcuni informatori la morte avvenne il 3 o il 4 ottobre 744, per altri il 23 ottobre 744 o, ancora, il 12 ottobre 744. In ogni caso la data a cui si fa risalire il decesso di Yazīd è il 25 settembre 744.
Il califfo morì a Damasco ma vi è in disaccordo circa l'età che questi aveva al momento del decesso. Hisham ibn Muhammad al-Kalbi, come anche altre fonti, sostiene che Yazīd III morì all'età di 37 anni, probabilmente di morte naturale, anche se esistono alcuni documenti riportanti che il califfo avrebbe perso la vita per aver contratto la peste (al-taʿun).
Yazīd nominò come suo successore il fratello Ibrahim, che cedette però quasi immediatamente il posto al cugino Marwān b. Muḥammad b. Marwān, più semplicemente ricordato come Marwān II o con il suo soprannome di al-Ḥimār, ossia “l'asino”.